# Luigi Belli
Luigi Belli (Torino, 28 febbraio 1844 – Torino, 25 maggio 1919) è stato uno scultore italiano.

## Biografia
Figlio di Maurizio Belli (Mollia, 4 mai 1816-Clermont-Fd, 30 mai 1873) di Mollia, pittore-decoratore, e di Claudine Dooms/Donce (Clermont-Fd, 12 janvier 1816-Clermont-Fd, 20 avril 1880), originaria di Clermont-Ferrand. Studiò dapprima Architettura decorativa a Parigi con l'architetto Torrier. A Torino divenne allievo di Vincenzo Vela e Odoardo Tabacchi, docenti di scultura all'Accademia Albertina.
Divenuto a sua volta docente di Plastica ornamentale nella stessa Accademia nel 1885, ricoprì incarichi di insegnamento sino al 1916. Fu inoltre docente di Plastica alle Scuole serali Municipali. Ebbe una lunga e intensa attività di scultore, anche per impegnative realizzazioni monumentali. Nel biennio 1873-1874 fu pensionato del Collegio Caccia di Novara.
Espose alla Società Promotrice delle Belle Arti di Torino dal 1871 al 1919, e al Circolo degli Artisti dal 1883. Nel 1876 partecipò al concorso per la facciata dell'edificio della Società Promotrice delle Belle Arti a Torino. Si conservano suoi bozzetti alla Pinacoteca di Varallo Sesia e alla Galleria d'Arte Moderna di Torino (acquisto della Fondazione De Fornaris). La Galleria d'Arte Moderna di Roma conserva una versione in bronzo del bozzetto per il monumento a Raffaello Sanzio. A Torino ebbe lo studio in via Bonafous 3, poi in via Accademia Albertina 2 e infine in via Po 18.

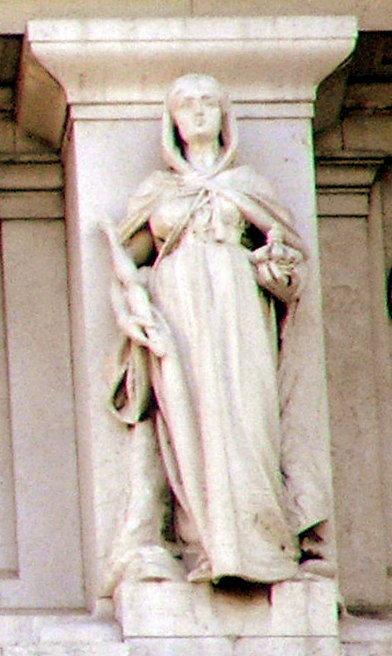
Statua della Sardegna del Vittoriano.

## Opere
- Bene Vagienna, cimitero, busto di Giorgio Vincenzo Gazzera, 1870.
- Torino, monumento al Fréjus, 1871-1879 (bozzetto; la statua del Genio alato è di Odoardo Tabacchi realizzata dallo scultore Lorenzo Vergnano).
- Milano, monumento ai Caduti di Mentana, 1880.
- Urbino, monumento a Raffaello Sanzio, 1883-1894.[3]
- Torino, stazione ferroviaria centrale, busto all'ingegnere Bartolomeo Bona, 1883-1884.
- Torino, Ospedale Mauriziano, frontone, 1884.
- Torino, Monumento alla Spedizione Sarda nella Guerra di Crimea, 1892.
- Nice, Cimitero Cimiez, busto di bronzo di Stevano, 1895
- Roma, Palazzo di Giustizia, cortile d'onore, La Lupa Capitolina, 1900-1905.
- Alessandria, Monumento ad Umberto I, 1906. (distrutto nel 1943 per ricavarne bronzo a scopi bellici)
- Roma, Vittoriano, statua della Sardegna 1909-1910.
- Felizzano, Monumento a Paolo Ercole, 1911.
- Alessandria, giardini pubblici, monumento al capitano Giuseppe Franzini, 1913 (oggi esiste solo il basamento).
- Torino, Monumento a Giuseppe Mazzini, 1915-1917.
- Torino, cimitero, monumenti funebri Junk, Dojen, Antonietti-Zumaglini e Leclaire.
- Arma di Taggia, ritratto di Eleonora Ruffini.
- Cortemaggiore, cimitero, famiglia Zucchi.

## Riconoscimenti
- cittadino onorario di Urbino (30 novembre 1894).[4]